# Copa de la Lliga irlandesa de futbol
La Copa de la Lliga irlandesa, League of Ireland Cup és una competició futbolística de la República d'Irlanda. Combina una fase de grups i una fase final per eliminatòries.
La competició s'inicià l'any 1973, reemplaçant la League of Ireland Shield. El campió juga un play-off amb el vencedor de la League of Ireland First Divsion per una plaça a la Setanta Cup.

## Historial
| Temporada | Campió                           | Marcador                         | Finalista                        |
| --------- | -------------------------------- | -------------------------------- | -------------------------------- |
| 1973/74   | Waterford                        | 2-1                              | Finn Harps                       |
| 1974/75   | Bohemians                        | 1-1, 2-1                         | Finn Harps                       |
| 1975/76   | Limerick                         | 4-1 1                            | Sligo Rovers                     |
| 1976/77   | Shamrock Rovers                  | 1-0                              | Sligo Rovers                     |
| 1977/78   | Dundalk 2                        | 4-4 1                            | Cork Alberts                     |
| 1978/79   | Bohemians                        | 2-0                              | Shamrock Rovers                  |
| 1979/80   | Athlone Town                     | 4-2                              | St. Patrick's Athletic           |
| 1980/81   | Dundalk FC 2                     | 0-0                              | Galway Rovers                    |
| 1981/82   | Athlone Town                     | 1-0                              | Shamrock Rovers                  |
| 1982/83   | Athlone Town                     | 2-1                              | Dundalk FC                       |
| 1983/84   | Drogheda United                  | 3-1                              | Athlone Town                     |
| 1984/85   | Waterford United                 | 2-1                              | Finn Harps                       |
| 1985/86   | Galway United                    | 2-0                              | Dundalk FC                       |
| 1986/87   | Dundalk FC                       | 1-0                              | Shamrock Rovers                  |
| 1987/88   | Cork City                        | 1-0                              | Shamrock Rovers                  |
| 1988/89   | Derry City                       | 4-0                              | Dundalk FC                       |
| 1989/90   | Dundalk FC 2                     | 1-1                              | Derry City                       |
| 1990/91   | Derry City                       | 2-0                              | Limerick                         |
| 1991/92   | Derry City                       | 1-0                              | Bohemians                        |
| 1992/93   | Limerick City                    | 3-1                              | St. Patrick's Athletic           |
| 1993/94   | Derry City                       | 1-0 1                            | Shelbourne                       |
| 1994/95   | Cork City                        | 2-1 1                            | Dundalk FC                       |
| 1995/96   | Shelbourne 2                     | 2-2 1                            | Sligo Rovers                     |
| 1996/97   | Galway United                    | 4-2 1                            | Cork City                        |
| 1997/98   | Sligo Rovers                     | 1-0 1                            | Shelbourne                       |
| 1998/99   | Cork City                        | 2-1 1                            | Shamrock Rovers                  |
| 1999/2000 | Derry City                       | 5-2 1                            | Athlone Town                     |
| 2000/01   | St. Patrick's Athletic           | 5-3 1                            | UCD                              |
| 2001/02   | Limerick 2                       | 2-2 1                            | Derry City                       |
| 2002/03   | No es disputà per canvi de dates | No es disputà per canvi de dates | No es disputà per canvi de dates |
| 2003      | St Patrick's Athletic            | 1-0                              | Longford Town                    |
| 2004      | Longford Town                    | 2-1                              | Bohemians                        |
| 2005      | Derry City                       | 2-1                              | UCD                              |
| 2006      | Derry City 2                     | 0-0                              | Shelbourne                       |
| 2007      | Derry City                       | 1-0                              | Bohemians                        |

1 Marcador agregat després de dos partits 

2 Vencedor per llançament de penals.